# Gauciel
Gauciel es una localidad y comuna francesa situada en la región de Alta Normandía, departamento de Eure, en el distrito de Évreux y canton d'Évreux-Est.

## Demografía
| 122 | 166 | 483 | 352 | 362 | 422 |
| Para los censos de 1962 a 1999 la población legal corresponde a la población sin duplicidades (Fuente: INSEE [Consultar]) |     |     |     |     |     |